# San Jose Barracuda
San Jose Barracuda je profesionální americký klub ledního hokeje, který sídlí v kalifornském městě San José. Do AHL vstoupil v ročníku 2015/16 a hraje v Pacifické divizi v rámci Západní konference. Klubové barvy jsou pacifická modř, oranžová, černá, bílá a šedá.
Své domácí zápasy hrají "Barakudy" v tamní aréně SAP Center. Klub nahradil v soutěži od ročníku 2015/16 Worcester Sharks, stěhování zapříčinil vznik pacifické divize AHL. Celek bude hraje utkání ve stejné aréně jako jeho nadřazený celek NHL San Jose Sharks. Je tak jedním ze dvou klubů v lize, které hrají na stejném stadionu jako nadřazený klub z NHL - tím druhým je Manitoba Moose, která se do soutěže zapojila rovněž v sezoně 2015/16.
Premiérové utkání sehrál tým v domácím prostředí 9. října 2015 proti Rockford IceHogs před 6977 diváky a prohrál 2:4.
Klub je majetkem společnosti San Jose Sports & Entertainment Enterprises.
V roce 2022 se klub přestěhuje do nové haly pro 4200 diváků.

## Úspěchy klubu
- Vítěz divize - 1x (2016/17)

## Umístění v jednotlivých sezonách
Stručný přehled
Zdroj:
- 2015– : American Hockey League (Pacifická divize)

Jednotlivé ročníky
Zdroj:
Legenda: Z – zápasy, V – výhry, P – porážky, PP – porážky v prodloužení či na samostatné nájezdy, VG – vstřelené góly, OG – obdržené góly, B – body
| USA / Kanada (2015 – ) |                        |        |    |    |    |    |     |     |    |        |
| Sezóny                 | Liga                   | Úroveň | Z  | V  | PP | P  | VG  | OG  | B  | Pozice |
| 2015/16                | AHL (Pacifická divize) | 2      | 68 | 31 | 11 | 26 | 198 | 193 | 73 | 4.     |
| 2016/17                | AHL (Pacifická divize) | 2      | 68 | 43 | 9  | 16 | 232 | 176 | 95 | 1.     |
| 2017/18                | AHL (Pacifická divize) | 2      | 68 | 34 | 8  | 26 | 186 | 198 | 76 | 4.     |
| 2018/19                | AHL (Pacifická divize) | 2      | 76 | 39 | 7  | 22 | 227 | 197 | 85 | 3.     |
| 2019/20                | AHL (Pacifická divize) | 2      | 55 | 21 | 7  | 27 | 179 | 192 | 49 | 7.     |
| 2020/21                | AHL (Pacifická divize) | 2      | 36 | 15 | 6  | 15 | 105 | 127 | 36 | 4.     |
| 2021/22                | AHL (Pacifická divize) | 2      | 68 | 20 | 6  | 42 | 202 | 291 | 46 | 9.     |
| 2022/23                | AHL (Pacifická divize) | 2      | 72 | 31 | 7  | 34 | 205 | 249 | 69 | 8.     |
| 2023/24                | AHL (Pacifická divize) | 2      | 72 | 24 | 14 | 34 | 220 | 260 | 62 | 10.    |

### Play off
| Sezona  | 1. kolo                                    | 2. kolo                                    | Finále konference                          | Finále Calder Cupu                         |
| ------- | ------------------------------------------ | ------------------------------------------ | ------------------------------------------ | ------------------------------------------ |
| 2015/16 | porážka, 1–3, Ontario                      | —                                          | —                                          | —                                          |
| 2016/17 | postup, 3–2, Stockton                      | postup, 4–1, San Diego                     | porážka, 1–4, Grand Rapids                 | —                                          |
| 2017/18 | porážka, 1–3, Tucson                       | —                                          | —                                          | —                                          |
| 2018/19 | porážka, 1–3, San Diego                    | —                                          | —                                          | —                                          |
| 2019/20 | sezona nedohrána kvůli pandemii koronaviru | sezona nedohrána kvůli pandemii koronaviru | sezona nedohrána kvůli pandemii koronaviru | sezona nedohrána kvůli pandemii koronaviru |
| 2020/21 | postup, 2–1, Tucson                        | postup, 5–1, Colorado                      | porážka, 0–2, Henderson                    | —                                          |
| 2021/22 | mužstvo se nekvalifikovalo                 | mužstvo se nekvalifikovalo                 | mužstvo se nekvalifikovalo                 | mužstvo se nekvalifikovalo                 |
| 2022/23 | mužstvo se nekvalifikovalo                 | mužstvo se nekvalifikovalo                 | mužstvo se nekvalifikovalo                 | mužstvo se nekvalifikovalo                 |
| 2023/24 | mužstvo se nekvalifikovalo                 | mužstvo se nekvalifikovalo                 | mužstvo se nekvalifikovalo                 | mužstvo se nekvalifikovalo                 |

## Klubové rekordy

### Za sezonu
Góly: 26, Andrew Agozzino (2022/23)
Asistence: 42, Tim Heed (2016/17)
Body: 61, Andrew Agozzino (2022/23)
Trestné minuty: 192, Scott Sabourin (2023/24)
Čistá konta: 10, Troy Grosenick (2016/17)
Vychytaná vítězství: 30, Troy Grosenick (2016/17)

### Celkové
Góly: 62, John McCarthy
Asistence: 76, John McCarthy
Body: 138, John McCarthy
Trestné minuty: 398, Jeffrey Viel
Čistá konta: 10, Troy Grosenick
Vychytaná vítězství: 47, Troy Grosenick
Odehrané zápasy: 275, John McCarthy